# Kenneth Andersen
Kenneth Andersen (født 23. oktober 1967) er en dansk fodboldtræner, som fra oktober 2018 til august 2019 var cheftræner for FC Midtjylland.

## Trænerkarriere
I perioden fra 1996 til 1999 var Andersen ungdomstræner i Billund IF, og fra 2001 til 2004 var han cheftræner for klubbens serie 1-hold.
Han blev sidenhen scout og ITU-træner i FC Midtjylland.
Fra sommeren 2008 var han assistenttræner under Thomas Thomasberg. Da Thomas Thomasberg blev fyret i midten af midten af august 2009, forlod Andersen ligeledes sin post som assistenttræner.
Han blev siden cheftræner for FC Midtjyllands U/19-hold i U/19 Ligaen, som han førte til 5 danske mesterskaber.
Den 10. oktober 2018 blev det offentliggjort, at Andersen var ny cheftræner for FC Midtjyllands førstehold. Den hidtidige cheftræner Jess Thorup var blevet solgt til K.A.A. Gent. Han skrev under på en treårig kontrakt. Skønt han stod bag klubbens sølvmedaljer i 2018-19-sæsonen, og holdet var ubesejret i de første seks kampe i den nye sæson i Superligaen, valgte Kenneth Andersen 19. august 2019 at fratræde cheftrænerstillingen.
Fra sommeren 2021 blev han igen cheftræner for FC Midtjyllands U/19-hold.